# Dick Van Arsdale
 Dick Van Arsdale, właśc. Richard Albert Van Arsdale (ur. 22 lutego 1943 w Indianapolis, zm. 16 grudnia 2024 w Phoenix) – amerykański koszykarz, występujący na pozycjach rzucającego obrońcy lub niskiego skrzydłowego, kilkukrotny uczestnik meczu gwiazd NBAs, wybrany do drugiego składu najlepszych obrońców NBA, późniejszy trener oraz działacz NBA.
Do NBA został wybrany w drafcie 1965 z numerem 10 przez New York Knicks. Z kolejnym numerem Detroit Pistons wybrali jego brata bliźniaka – Toma Van Ardsale’a. Obaj bracia występowali razem w jednej drużynie, zarówno w szkole średniej, na Indiana University, jak i w zespole Phoenix Suns (1976/77).
Nieco wcześniej (1965) wspólnie z bratem wziął udział w letniej uniwersjadzie, podczas której reprezentacja USA zdobyła złoty medal.
W 1970 oraz 1971 obaj bracia Van Arsdale wystąpili w meczu gwiazd NBA. Był to jedyny taki przypadek w historii NBA, kiedy to dwaj bracia, a przy tym bliźniacy, wystąpili wspólnie w tym spotkaniu.

## Osiągnięcia
NCAA
- Wybrany do:
  - składu All-American (1964, 1965)[10]
  - Galerii Sław Koszykówki stanu Indiana (1988)[11]

NBA
- Finalista NBA (1976)[12]
- Uczestnik meczu gwiazd:
  - NBA (1969–1971)[3]
  - Legend NBA (1985)[13]
- Wybrany do:
  - I składu debiutantów NBA (1966)[14]
  - II składu defensywnego NBA (1974)[4]
- Klub Phoenix Suns zastrzegł należący do niego w numer 5[15]

Reprezentacja
- Mistrz uniwersjady (1965)[7]